# 第63届奥斯卡金像奖
第63届奥斯卡颁奖典礼是美国电影艺术与科学学院旨在奖励1990年最优秀电影的一场晚会，于太平洋时区1991年3月25日下午18点（北美东部时区晚上21点）在美国加利福尼亚州洛杉矶的神殿礼堂举行，共计颁发23个类别的奥斯卡金像奖（也称学院奖）。晚会通过美国广播公司在美国直播，由吉尔·凯茨担任制作人，杰夫·马格里斯执导，男演员比利·克里斯托连续第二年担任主持人。3个星期前的3月2日，女演员吉娜·戴维斯在加利福尼亚州比佛利山的比佛利山希尔顿酒店主持颁发了奥斯卡科技成果奖。
《与狼共舞》赢得包括最佳影片、导演在内的7项大奖，是这次的最大赢家。其他获奖电影包括胜出3项的《迪克·特雷西》，获奖2项的《人鬼情未了》，以及胜出1项的《美国梦》（American Dream）、《衣食住行》（Creature Comforts）、《大鼻子情圣》、《等待的日子》（Days of Waiting）、《好家伙》、《猎杀红色十月》、《希望之旅》（Reise der Hoffnung）、《共进午餐》（The Lunch Date）、《米泽丽》、《豪门孽债》（Reversal of Fortune）和《全面回忆》。晚会的电视直播平均吸引了近4300万美国观众收看。

## 获奖和提名
太平洋时区1991年2月23日早上5点38分（协调世界时下午13点38分），美国电影艺术与科学学院主席卡尔·莫尔登（Karl Malden）和男演员丹泽尔·华盛顿一起在加利福尼亚州比佛利山的塞缪尔·戈尔德温剧院公布第63届奥斯卡金像奖提名名单:795。《与狼共舞》以12项提名领跑，《迪克·特雷西》和《教父3》均以7项并列第2。
获奖作品在1991年3月25日举行的颁奖典礼上公布。凯文·科斯特纳成为历史上第5位凭导演处女作赢得导演奖，并因同一部电影赢得导演奖和男主角奖提名的电影人:1166。因《人鬼情未了》拿下女配角奖的乌比·戈德堡是历史上第二位获奥斯卡金像奖的非裔女性，首位获奖者是因出演《乱世佳人》获女配角奖的哈蒂·麦克丹尼尔:798。

### 奖项

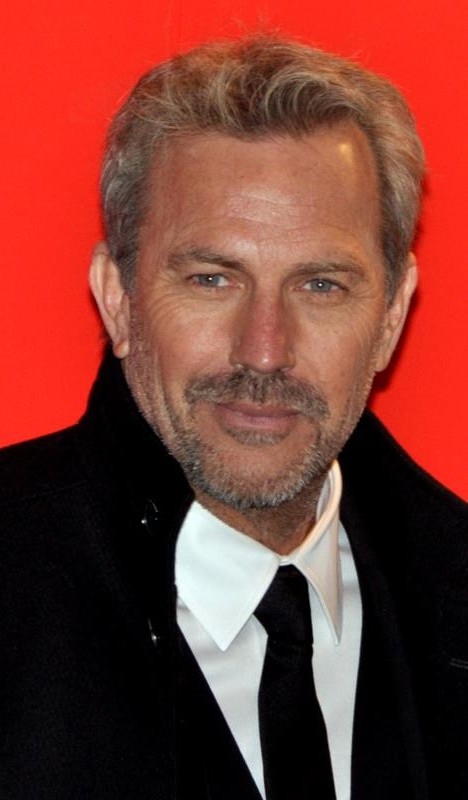
凯文·科斯特纳因《与狼共舞》获导演奖

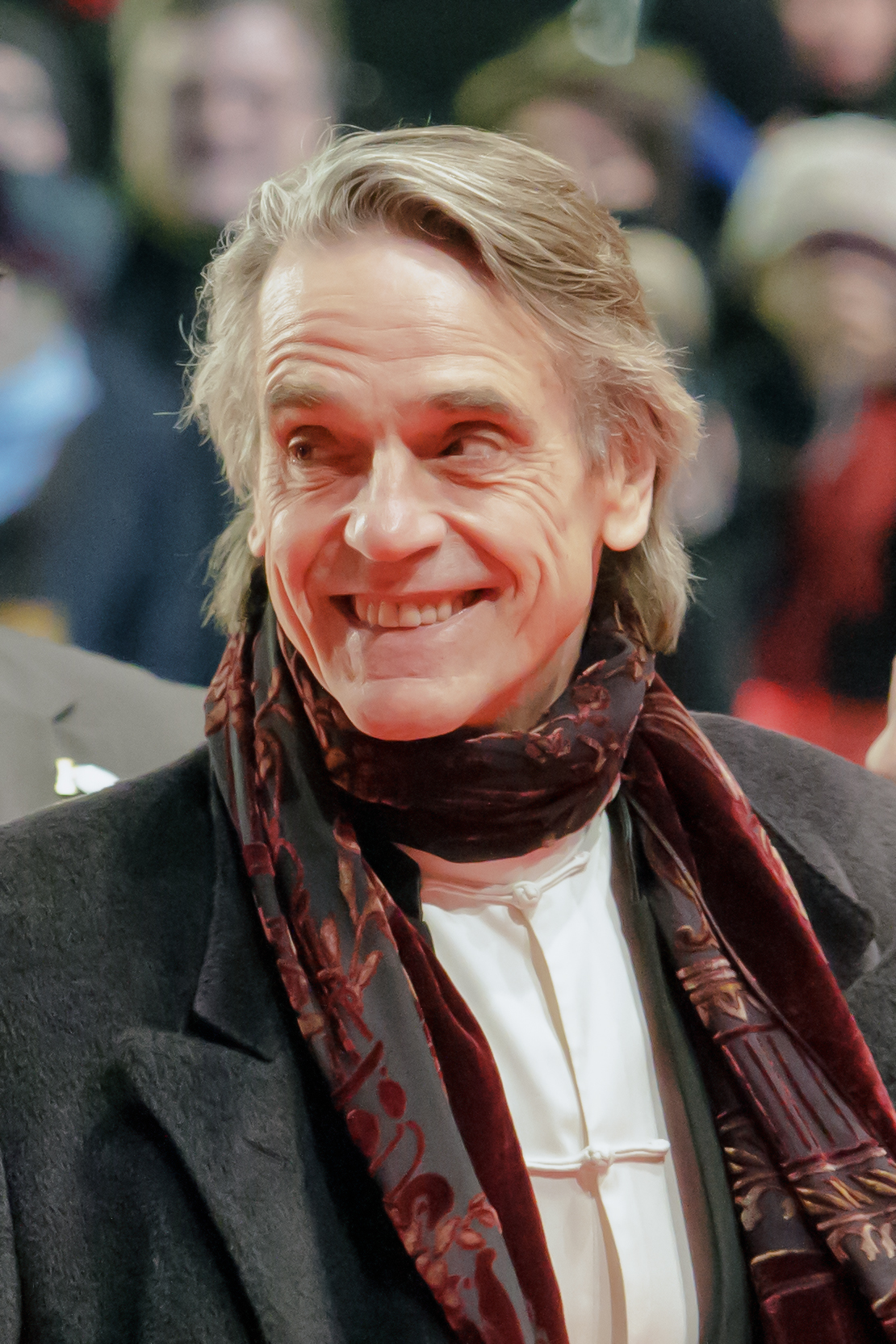
杰瑞米·艾恩斯因《豪门孽债》获男主角奖

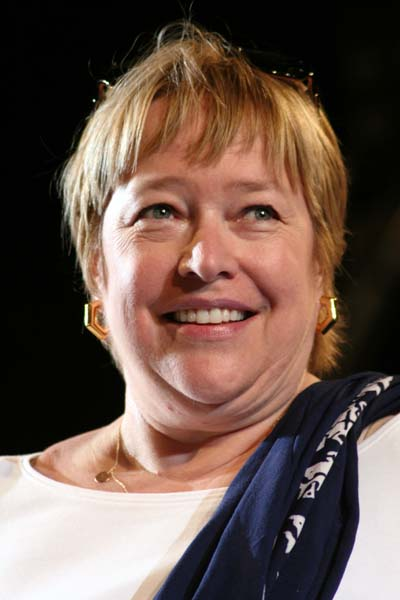
凯西·贝兹因《米泽丽》获女主角奖

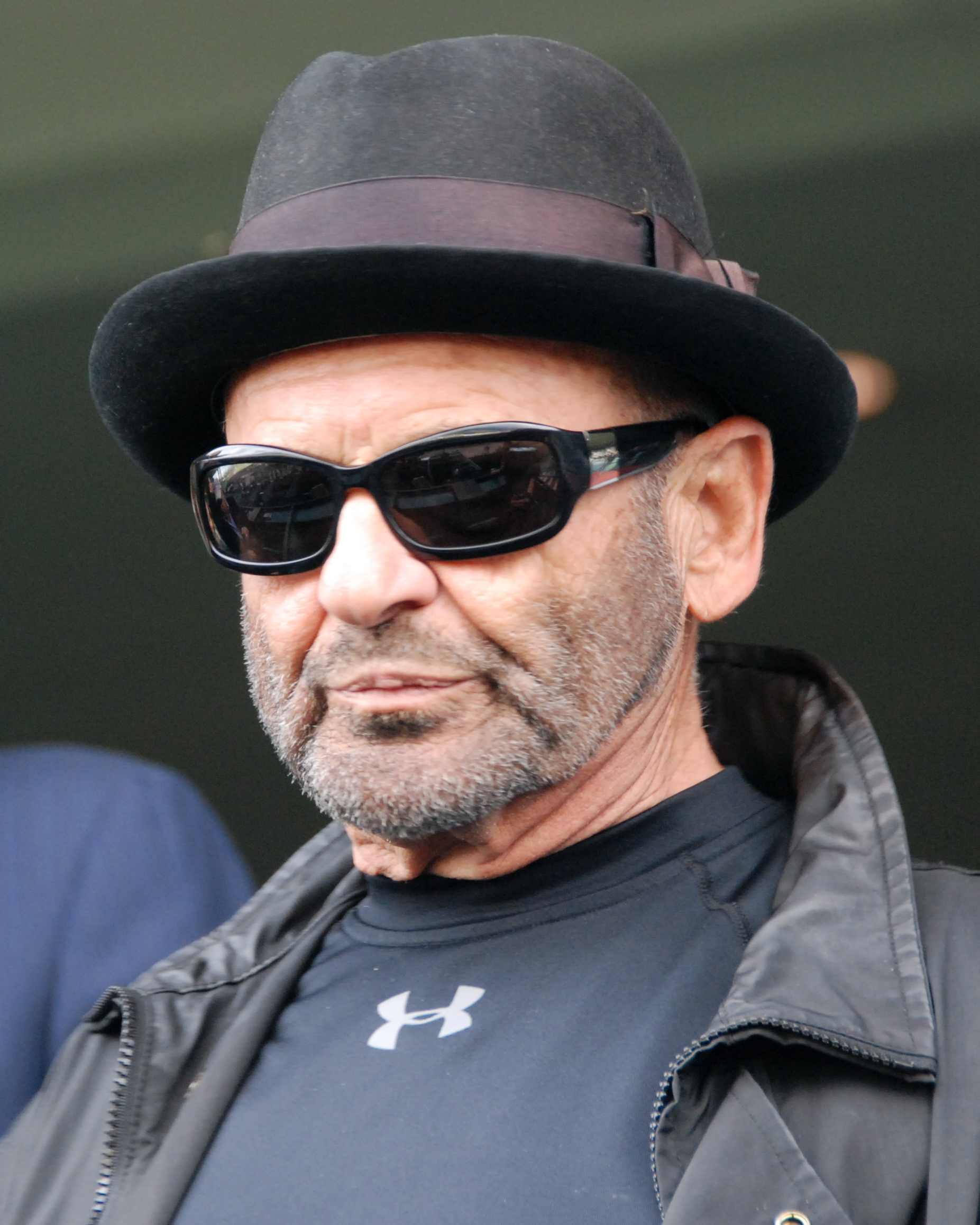
乔·佩西因《好家伙》获男配角奖

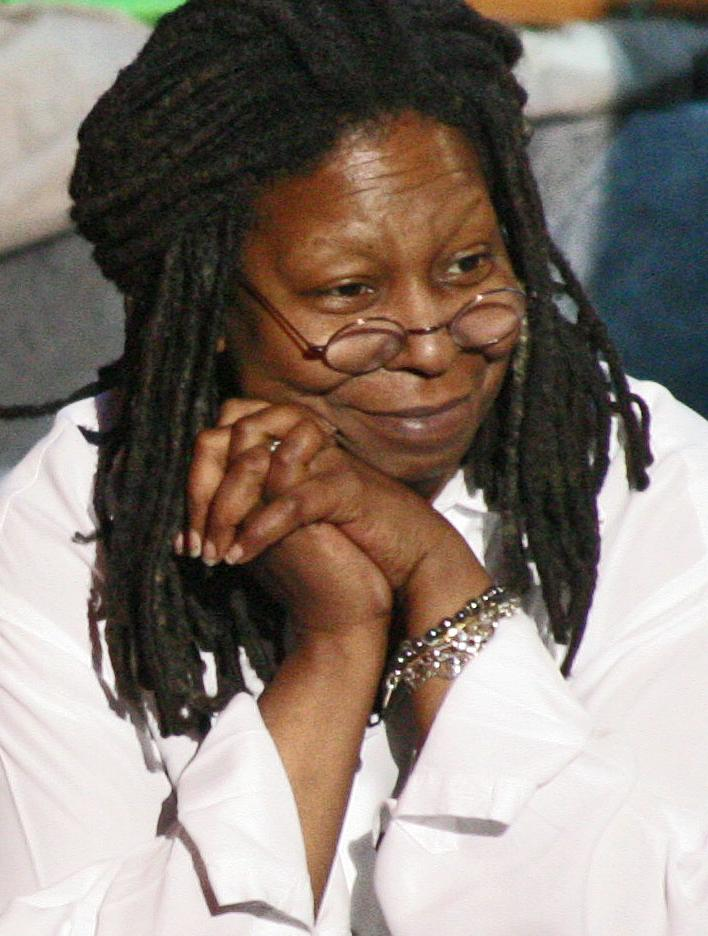
乌比·戈德堡因《人鬼情未了》获女配角奖

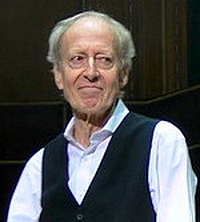
约翰·巴里因《与狼共舞》获原创配乐奖

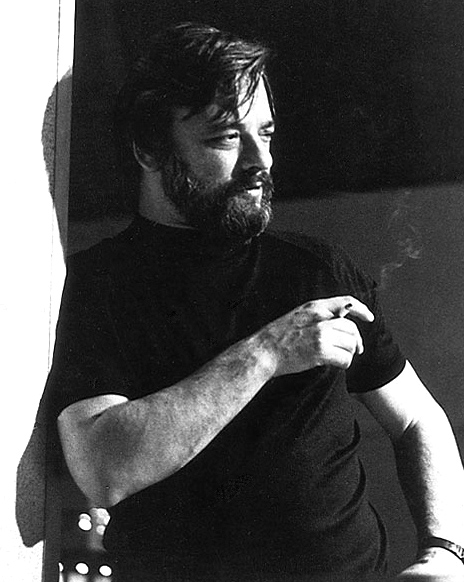
史蒂芬·桑德海姆因《迪克·特雷西》获原创歌曲奖

获奖作品列在最上方一行，并且右侧会附上‡符号：
| 最佳影片 - 《与狼共舞》——吉姆·威尔逊（Jim Wilson）和凯文·科斯特纳‡ - 《睡人》——沃尔特·F·帕克斯（Walter F. Parkes）和劳伦斯·拉斯克（Lawrence Lasker） - 《人鬼情未了》——丽莎·温斯坦（Lisa Weinstein） - 《教父3》——弗朗西斯·福特·科波拉 - 《好家伙》——艾文·温克勒（Irwin Winkler） | 导演 - 凯文·科斯特纳——《与狼共舞》‡ - 弗朗西斯·福特·科波拉——《教父3》 - 斯蒂芬·弗雷斯——《致命赌局》（The Grifters） - 巴贝特·施罗德（Barbet Schroeder）——《豪门孽债》 - 马丁·斯科塞斯——《好家伙》 |
| 男主角 - 杰瑞米·艾恩斯——《豪门孽债》‡ - 凯文·科斯特纳——《与狼共舞》 - 罗伯特·德尼罗——《睡人》 - 杰拉尔·德帕迪约——《大鼻子情圣》 - 理查德·哈里斯——《田野》（The Field） | 女主角 - 凯西·贝兹——《米泽丽》‡ - 安杰丽卡·休斯顿——《致命赌局》 - 茱莉娅·罗伯茨——《漂亮女人》 - 梅丽尔·斯特里普——《来自边缘的明信片》 - 乔安娜·伍德沃德——《末路英雄半世情》（Mr. and Mrs. Bridge） |
| 男配角 - 乔·佩西——《好家伙》‡ - 布鲁斯·戴维森（Bruce Davison）——《爱是生死相许》（Longtime Companion） - 安迪·加西亞——《教父3》 - 葛拉罕·葛林——《与狼共舞》 - 艾尔·帕西诺——《迪克·特雷西》 | 女配角 - 乌比·戈德堡——《人鬼情未了》‡ - 安妮特·贝宁——《致命赌局》 - 洛南·布雷科——《好家伙》 - 戴安·拉德——《我心狂野》（Wild at Heart） - 玛丽·麦克唐奈（Mary McDonnell）——《与狼共舞》 |
| 原著剧本 - 《人鬼情未了》——布鲁斯·乔伊·罗宾（Bruce Joel Rubin）‡ - 《爱丽丝》（Alice）——伍迪·艾伦 - 《适者生存》（Avalon）——巴瑞·李文森 - 《绿卡》（Green Card）——彼得·威尔 - 《大市民》（Metropolitan）——惠特·斯蒂尔曼（Whit Stillman） | 原著改编 - 《与狼共舞》——迈克尔·布雷克改编自己的同名小说‡ - 《睡人》——斯蒂文·泽里安（Steven Zaillian）改编自奥利佛·萨克斯的同名小说 - 《好家伙》——尼古拉斯·派勒吉和马丁·斯科塞斯改编自派勒吉的《》（字面意为《聪明人》） - 《致命赌局》——唐纳德·维斯雷克（Donald E. Westlake）改编自吉姆·汤普森（Jim Thompson）的同名小说 - 《豪门孽债》——尼古拉斯·卡赞（Nicholas Kazan）改编自艾伦·德肖维茨（Alan M. Dershowitz）的同名小说                                                            |
| 外语片 - 《希望之旅》（瑞士，德语）——扎维埃·科莱（Xavier Koller）‡ - 《大鼻子情圣》（法国，法语）——让-保罗·拉佩纽（Jean-Paul Rappeneau） - 《菊豆》（中国，普通话）——张艺谋和杨凤良 - 《我不是坏女孩》（Das schreckliche Mädchen，德国，德语）——迈克尔·维赫文（Michael Verhoeven） - 《放开心胸》（Porte aperte，意大利，意大利语）——吉安尼·阿梅利奥（Gianni Amelio） | 剪辑 - 《与狼共舞》——尼尔·特拉维斯（Neil Travis）‡ - 《人鬼情未了》——沃尔特·默奇（Walter Murch） - 《教父3》——巴里·马尔金（Barry Malkin）、丽莎·弗拉特曼（Lisa Fruchtman）和沃尔特·默奇 - 《好家伙》——塞尔玛·斯昆梅克（Thelma Schoonmaker） - 《猎杀红色十月》——丹尼斯·维克勒（Dennis Virkler）和约翰·赖特（John Wright） |
| 纪录片 - 《美国梦》——芭芭拉·卡颇（Barbara Kopple）和阿瑟·科恩（Arthur Cohn）‡ - 《60年代的伯克利》（Berkeley in the Sixties）——马克·基彻尔（Mark Kitchell） - 《造炸弹》（Building Bombs）——马克·莫里（Mark Mori）和苏珊·罗宾逊（Susan Robinson） - 《西班牙内战美国老兵回忆录》（Forever Activists: Stories from the Veterans of the Abraham Lincoln Brigade）——朱迪思·蒙特尔（Judith Montell） - 《编剧之旅》（Waldo Salt: A Screenwriter's Journey）——罗伯特·希尔曼（Robert Hillmann）和尤金·科尔（Eugene Corr） | 纪录短片 - 《等待的日子》（Days of Waiting）——史蒂文·冈崎（Steven Okazaki）‡ - 《燃烧的明天》（Burning Down Tomorrow）——基特·托马斯（Kit Thomas） - 《黑猩猩：像极了我们》（Chimps: So Like Us）——凯伦·古德曼（Karen Goodman）和柯克·西蒙（Kirk Simon） - 《生命之旅：未生世界》（Journey into Life）——德里克·布朗霍尔（Derek Bromhall） - 《不能遗忘的罗斯·肯尼迪》（Rose Kennedy: A Life to Remember）——芙蕾达·李·莫克（Freida Lee Mock）和特瑞·桑德斯（Terry Sanders） |
| 實景短片 - 《共进午餐》——亚当·戴维森（Adam Davidson）‡ - 《布朗士欢呼》（Bronx Cheers）——雷蒙·狄·费利拉（Raymond De Felitta）和马修·格罗斯（Matthew Gross） - 《亲爱的罗茜》（Dear Rosie）——彼得·卡坦纽（Peter Cattaneo）和巴纳比·汤普森（Barnaby Thompson） - 《我们都干了什么？》（Senzeni Na? (What Have We Done?)）——伯纳德·乔法（Bernard Joffa）和安东尼··尼古拉斯（Anthony E. Nicholas） - 《十二点零一分》（12:01 PM）——希拉里·里普斯（Hillary Ripps）和乔纳森·希普（Jonathan Heap）                                                                                                 | 动画短片 - 《衣食住行》（Creature Comforts）——尼克·帕克‡ - 《超级无敌掌门狗：月球野餐记》（A Grand Day Out）——尼克·帕克 - 《蚱蜢》——布鲁诺·伯茨多（Bruno Bozzetto） |
| 原创配乐 - 《与狼共舞》——约翰·巴里‡ - 《适者生存》——兰迪·纽曼 - 《人鬼情未了》——莫里斯·雅尔 - 《哈瓦那》（Havana）——戴夫·格鲁辛 - 《小鬼当家》——约翰·威廉姆斯 | 原创歌曲 - 《》（《迪克·特雷西》插曲）——词曲：史蒂芬·桑坦‡ - 《》（《少壮屠龙阵2》插曲）——词曲：瓊·邦·喬飛 - 《》（《来自边缘的明信片》插曲）——词曲：谢尔·希尔弗斯坦 - 《》（《教父3》插曲）——作曲：卡迈恩·科波拉（Carmine Coppola）；作词：约翰·贝蒂斯（John Bettis） - 《》（《小鬼当家》插曲）——作曲：约翰·威廉姆斯；作词：莱斯利·布里库西（Leslie Bricusse）                                                                                    |
| 音效剪辑 - 《猎杀红色十月》——西西莉娅·霍尔（Cecelia Hall）和乔治·沃特斯二世（George Watters II）‡ - 《別闖陰陽界》——查尔斯·L·坎贝尔（Charles L. Campbell）和理查德··富兰克林（Richard C. Franklin） - 《全面回忆》——斯蒂芬·亨特·弗里克（Stephen H. Flick） | 音效 - 《与狼共舞》——杰弗里·珀金斯、比尔·本顿、格里高利·沃特金斯和拉塞尔·威廉姆斯二世‡ - 《霹雳男儿》（Days Of Thunder）——查尔斯·威尔伯恩、唐纳德·米切尔、里克·克莱恩和凯文·奥康奈尔 - 《迪克·特雷西》——托马斯·考西、克里斯·詹金斯、大卫·坎贝尔和道格·亨普希尔 - 《猎杀红色十月》——理查德·布莱斯·古德曼、理查德·奥弗顿、凯文·克里利和唐·巴斯曼 - 《全面回忆》——尼尔森·斯托尔、迈克尔·科胡特、卡洛斯·德拉里奥斯和艾伦·罗钦 |
| 艺术指导 - 《迪克·特雷西》——艺术指导：理查德·赛尔伯特（Richard Sylbert）；内部装饰：瑞克·辛普森（Rick Simpson）‡ - 《大鼻子情圣》——艺术指导：埃齐奥·弗里杰里奥（Ezio Frigerio）；内部装饰：雅各·罗谢尔（Jacques Rouxel） - 《与狼共舞》——艺术指导：杰弗里·比克罗夫特（Jeffrey Beecroft）；内部装饰：丽莎·迪恩（Lisa Dean） - 《教父3》——艺术指导：迪安·塔沃拉里斯（Dean Tavoularis）；内部装饰：加里·菲提斯（Gary Fettis） - 《哈姆雷特》——艺术指导：丹特·法拉提；内部装饰：弗朗西斯卡·罗·夏沃（Francesca Lo Schiavo） | 摄影 - 《与狼共舞》——迪恩·塞姆勒（Dean Semler）‡ - 《适者生存》——艾伦·达维奥（Allen Daviau） - 《迪克·特雷西》——维托里奥·斯托拉罗 - 《教父3》——戈登·威利斯（Gordon Willis） - 《情迷六月花》（Henry & June）——菲利普·鲁斯洛特（Philippe Rousselot） |
| 化妆 - 《迪克·特雷西》——小约翰·卡格里昂（John Caglione, Jr.）和道格·德克斯勒（Doug Drexler）‡ - 《大鼻子情圣》——米歇尔·伯克（Michèle Burke）和让·皮埃尔·埃晨（Jean-Pierre Eychenne） - 《剪刀手爱德华》——维·尼尔（Ve Neill）和斯坦·温斯顿 | 服装设计 - 《大鼻子情圣》——弗兰卡·斯夸夏皮诺（Franca Squarciapino）‡ - 《适者生存》——格洛里亚·格雷沙姆（Gloria Gresham） - 《与狼共舞》——艾尔莎·赞帕拉里（Elsa Zamparelli） - 《迪克·特雷西》——米莱娜·坎农诺 - 《哈姆雷特》——莫里吉奥·米里诺蒂（Maurizio Millenotti） |

- 奥斯卡荣誉奖
  - 索非娅·罗兰
    - “世界电影当之无愧的珍宝，她的职业生涯中令人难忘的表演比比皆是，为我们的艺术形式增添了长久的姿彩。”[12]

  - 玛娜·洛伊
    - “她无论在台上台下都表现出非凡的品质，终生都在奉献令人无法忘怀的演出。”[12]
- 欧文·G·托尔伯格纪念奖
  - 大卫·布朗（David Brown）和理查德·D·扎努克[13]
- 奥斯卡特别成就奖
  - 埃里克·布雷维格（Eric Brevig）、罗伯·伯汀（Rob Bottin）、蒂姆·麦戈文（Tim McGovern）和亚历克斯·冯克（Alex Funke）
    - 表彰他们为电影《全面回忆》制作的视觉特技效果[14]。

### 提名和获奖大户
| 提名数 | 片名                 |
| ------ | -------------------- |
| 12     | 《与狼共舞》         |
| 7      | 《迪克·特雷西》      |
| 7      | 《教父3》            |
| 6      | 《好家伙》           |
| 5      | 《大鼻子情圣》       |
| 5      | 《人鬼情未了》       |
| 4      | 《适者生存》         |
| 4      | 《致命赌局》         |
| 3      | 《睡人》             |
| 3      | 《猎杀红色十月》     |
| 3      | 《豪门孽债》         |
| 3      | 《全面回忆》         |
| 2      | 《哈姆雷特》         |
| 2      | 《小鬼当家》         |
| 2      | 《来自边缘的明信片》 |

| 获奖数 | 片名            |
| ------ | --------------- |
| 7      | 《与狼共舞》    |
| 3      | 《迪克·特雷西》 |
| 2      | 《人鬼情未了》  |

## 颁奖和表演嘉宾
以下人士出场颁发了奖项或表演节目：:800

### 颁奖嘉宾（按出场顺序排列）
| 姓名                        | 角色                                                        |
| --------------------------- | ----------------------------------------------------------- |
| 查理·奥唐奈                 | 第63届奥斯卡颁奖典礼报幕员                                  |
| 卡尔·莫尔登                 | 致开幕陈辞，欢迎各位来宾出席颁奖晚会                        |
| 迈克尔·凯恩                 | 引出开场歌舞表演                                            |
| 丹泽尔·华盛顿               | 颁发女配角奖                                                |
| 黛安·韦斯特                 | 颁发音效奖                                                  |
| 杰克·莱蒙                   | 介绍最佳影片奖提名电影《人鬼情未了》                        |
| 安妮·阿彻                   | 颁发化妆奖                                                  |
| 布兰达·弗里克               | 颁发男配角奖                                                |
| 切维·切斯 马丁·肖特         | 颁奖短片奖                                                  |
| 啄木鸟伍迪                  | 颁发动画短片奖                                              |
| 安杰丽卡·休斯顿             | 向玛娜·洛伊颁发荣誉奖                                       |
| 乔·佩西                     | 引出原创歌曲奖提名作品《》的现场演出                        |
| 安妮特·贝宁                 | 颁发服装设计奖                                              |
| 吉娜·戴维斯                 | 引出科技成果奖和戈登·E·索耶奖颁奖片段                       |
| 丹尼·爱罗                   | 介绍最佳影片奖提名电影《好家伙》                            |
| 杰克·瓦伦蒂                 | 颁发视觉效果特别成就奖                                      |
| 迈克尔·道格拉斯             | 向大卫·布朗和理查德·D·扎努克颁发欧文·G·托尔伯格纪念奖       |
| 亚历克·鲍德温 金·贝辛格     | 引出根据原创歌曲奖提名作品改编的特别歌舞节目 颁发原创配乐奖 |
| 丹尼·格洛弗 凯文·克莱恩     | 颁发剪辑奖                                                  |
| 理查·基尔 苏珊·莎兰登       | 颁发艺术指导奖                                              |
| 鲍勃·霍普                   | 引出《我第一部电影》（My First Movie）特别节目                            |
| 菲比·凯茨 罗恩·西维尔       | 颁发纪录短片和纪录片奖                                      |
| 罗伯特·德尼罗               | 介绍最佳影片奖提名电影《与狼共舞》                          |
| 安迪·加西亚 乌比·戈德堡     | 颁发音效剪辑奖                                              |
| 克里斯蒂安·史莱特           | 引出原创歌曲奖提名作品《》的现场演出                        |
| 格伦·克洛斯                 | 颁发摄影奖                                                  |
| 达斯汀·霍夫曼               | 颁发外语片奖                                                |
| 朱迪·福斯特 安东尼·霍普金斯 | 颁发原著剧本奖和原著改编奖                                  |
| 德博拉·温格                 | 介绍最佳影片奖提名电影《睡人》                              |
| 格利高里·派克               | 向索菲娅·罗兰颁发荣誉奖                                     |
| 格雷戈里·海因斯 安-玛格丽特 | 颁发原创歌曲奖                                              |
| 丹尼尔·戴-刘易斯            | 颁发女主角奖                                                |
| 杰西卡·坦迪                 | 颁发男主角                                                  |
| 杰夫·布里吉斯               | 介绍最佳影片奖提名电影《教父3》                             |
| 汤姆·克鲁斯                 | 颁发导演                                                    |
| 芭芭拉·史翠珊               | 颁发最佳影片奖                                              |

### 表演嘉宾（按出场顺序排列）
| 姓名                    | 角色          | 表演 |
| ----------------------- | ------------- | --- |
| 比尔·康提               | 音乐编排 指挥 | 管弦乐 |
| 杰斯米·盖 史蒂夫·拉钱斯 | 表演者        | 开场歌舞 |
| 比利·克里斯托           | 主持人        | 开场歌曲 《好家伙》（采用歌曲《》的曲调） 《与狼共舞》（采用《蓬车队》插曲《》的曲调 《人鬼情未了》（采用歌曲《》的曲调） 《教父3》（采用《教父》插曲《》的曲调） 《睡人》（采用歌曲《》的曲调）:802 |
| 麦当娜                  | 表演者        | 《迪克·特雷西》插曲《》 |
| 童声合唱                | 表演者        | 《小鬼当家》插曲《》 |
| 瑞芭·麦肯泰尔           | 表演者        | 《来自边缘的明信片》插曲《》 |
| 乔恩·邦·乔维            | 表演者        | 《少壮屠龙阵2》（Young Guns II）插曲《》 |
| 小哈里·康尼克           | 表演者        | 《教父3》插曲《》 |

## 典礼资讯

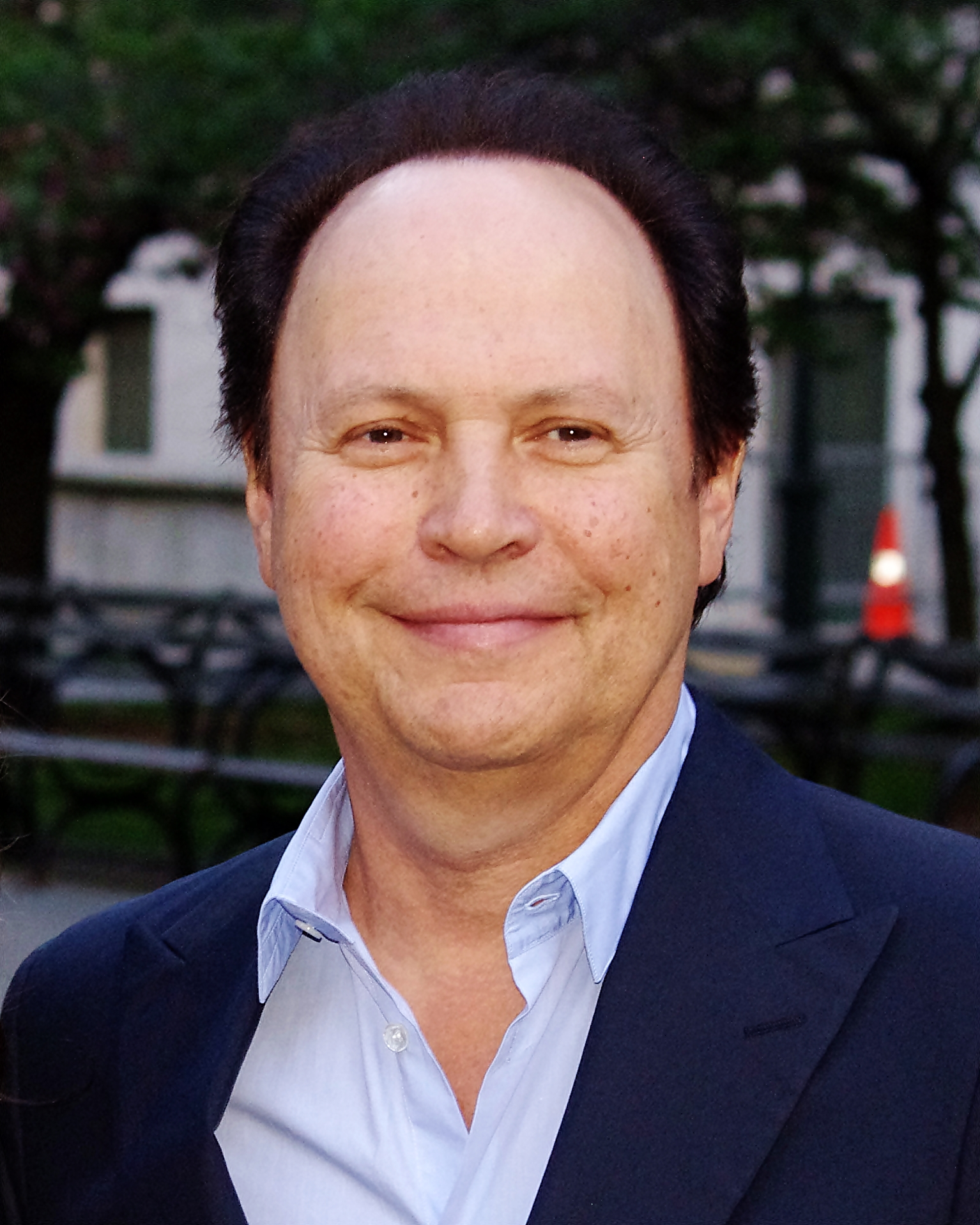
比利·克里斯托担任第63届奥斯卡颁奖典礼的主持人

由于前一年的颁奖典礼获得评论界赞誉，因此美国电影艺术与科学学院再度聘请电影制作人、前美国导演工会主席吉尔·凯茨（Gil Cates）再次担任颁奖典礼电视转播的制作人。距晚会还有两个月时，凯茨选择曾主持上届颁奖典礼的喜剧演员比利·克里斯托再度担任主持人。克里斯托在经学院发布的声明中开玩笑称：“这真让人倍感荣幸，我希望能把节目时长控制在9个钟头以内”。
凯茨会为颁奖典礼选择主题，将节目围绕主题展开，其中上一年主题是“三个半小时环游世界”。他把1991年这场盛会的主题定为“电影百年”，庆祝爱迪生的活动电影放映机和伊士曼柯达公司的赛璐璐电影胶片诞生100周年。为配合主题，晚会的开场片段可谓雄心勃勃。男演员迈克尔·凯恩在巴黎大咖啡馆通过卫星联线引出节目，重现电影短片《火车进站》于1895年在此首映的短暂片段。接下来镜头切回神殿礼堂，女演员杰斯米·盖（Jasmine Guy）及其他多位舞者在台上起舞，同时背景银幕上还在放映多部电影的片段:812。纪录片电影人查克·沃克曼（Chuck Workman）拍摄了一段短片，其中有包括莎莉·菲尔德、安迪·加西亚和安杰丽卡·休斯顿在内的多位演员谈论自己看过的第一部电影:806。
另外还有多人参与颁奖典礼的制作。电影配乐师兼作曲家比尔·康提（Bill Conti）担任颁奖典礼的音乐总监。舞蹈演员黛比·艾伦编排了一段展现原创歌曲奖提名作品的舞蹈曲目:805。因空难而失去8名乐队同伴的瑞芭·麦肯泰尔出场表演原创歌曲奖提名作品、《来自边缘的明信片》插曲。晚会开场时，牧马人丽莎·布朗（Lisa Brown）牵着一匹名叫的马出场，马上还驮着主持人克里斯托，他主演的电影《城市滑头》即将上映，也是片中的重要角色。

### 提名电影票房表现
截至2月12日提名公布时，全部5部获最佳影片奖提名的电影在美国票房市场共计进账4亿5821万3897美元，平均每部9164万2779美元。其中《人鬼情未了》以2亿1356万5446美元位居榜首，其后分别是收入1亿零434万9829美元的《与狼共舞》，进账6250万4417美元的《教父3》，收入4101万零330美元的《好家伙》和进账3678万3875美元的《睡人》。
在1990年美国电影票房50强中，有12部电影获得了共计51项提名。其中《人鬼情未了》（亚军）、《漂亮女人》（季军）、《与狼共舞》（第8名）、《迪克·特雷西》（第9名）、《教父3》（第17名）、《好家伙》（第30名）和《睡人》（第34名）获得了最佳影片、导演或任意一项演员、编剧类奖项提名。另外5部获提名的电影分别是《小鬼当家》（冠军）、《猎杀红色十月》（第5名）、《全面回忆》（第6名）、《霹雳男儿》（第12名）和《剪刀手爱德华》（第22名）。

### 专业评价
媒体出版物对本届颁奖晚会评价褒贬不一，部分媒体反响较为负面。《洛杉矶时报》的里克·杜布罗（Rick DuBrow）写道：“经过一天漫长的等待，我们迎来了奥斯卡，全年最有效的安眠药之一”。《华盛顿邮报》电视评论员汤姆·夏尔斯（Tom Shales）指出，主持人克里斯托“多次针对观众的反应来抖包袱，似乎是观众在取悦他，而不是他取悦观众。”他认为这年的奥斯卡与往年相比更加失败。日报专栏作家丹·克拉夫特（Dan Craft）指出：“奥斯卡颁奖典礼已经悄然变得更加嬉皮和雅痞化，媚俗和怀旧已向效率和上进心让位。每个人的行为都恰当得让人烦闷，并且更糟的是，他们都还一副衣冠楚楚的模样。”他还觉得克里斯托的那些有关娱乐圈内幕的笑料太过平淡，并且电视观众可能会感到摸不着头脑。
其他媒体对节目的评价更为正面。《盐湖城论坛报》（The Salt Lake Tribune）专栏作家哈罗德·辛德勒（Harold Schindler）写道：“比利·克里斯托以如此洒脱的方式让星期一晚上（的节目）顺利进行，特别是额外的那15分钟节目效果显著。”他还认为，晚会的电影历史主题让艺术与科学学院有效利用了其电影片库的优势。影评人伦纳德·马尔丁（Leonard Maltin）表示：晚会让人“情绪高涨，让我们有机会去体会赢得这些奖项的感觉……优秀的人就能拿第一，这也是我们最喜欢好莱坞的部分：快乐结局”:812。《奥兰多哨兵报》（Orlando Sentinel）影评人杰伊·博伊尔（Jay Boyar）称赞克里斯托搞活了晚会的现场气氛，称他巧妙地在有关好莱坞内幕消息的包袱和普通观众能够理解的俏皮话之间找到平衡。

### 收视率和奖项
本届颁奖典礼通过美国广播公司在美国直播，其播出时段裡平均有4270万观众收看，与前一年相比提高了6%，估计曾观看部分时段节目的观众总数有7600万。从尼尔森收视率调查的数据看，节目的表现也好过前一年，吸引了28.4%的家庭收看，收视率超过48%。第63届奥斯卡颁奖典礼由此成为继1984年的收视人数是第56届颁奖晚会以来电视观众人数最多的奥斯卡颁奖典礼。
1991年7月，颁奖典礼获得第43届黄金时段艾美奖的9项提名。一个月后，晚会在3项提名中胜出，分别是杰出综艺、音乐或喜剧节目奖（吉尔·凯茨获奖），综艺或音乐节目杰出个人表现奖（比利·克里斯托获奖），以及综艺或音乐节目杰出编剧奖（哈尔·坎特、布斯·可汗、比利·克里斯托、大卫·斯坦伯格、布鲁斯·维兰奇和罗伯特·乌尔获奖）。